# Estação Ferroviária de Nelas
A Estação Ferroviária de Nelas (nome anteriormente grafado como "Nellas"), é uma interface da Linha da Beira Alta que serve Nelas, no Distrito de Viseu, em Portugal.

## Descrição

### Localização e acessos
A estação localiza-se junto à Avenida António Joaquim Henriques, ao topo da Rua Dr. Abel Pais Cabral, na vila de Nelas.

### Vias e plataformas
Segundo dados oficiais publicados em Janeiro de 2011, apresentava duas vias de circulação, ambas com 540 m de comprimento, e duas plataformas, ambas com 311 m de extensão, e 40 e 35 cm de altura. O edifício de passageiros situa-se do lado norte da via (lado esquerdo do sentido ascendente, a Vilar Formoso). A superfície dos carris da estação ferroviária de Nelas no seu ponto nominal situa-se à altitude de 4321 dm acima do nível médio das águas do mar.

## História

### Inauguração
A Linha da Beira Alta entrou ao serviço de forma provisória em 1 de Julho de 1882, tendo a linha sido totalmente inaugurada, entre a Figueira da Foz e a fronteira com Espanha, no dia 3 de Agosto do mesmo ano, pela Companhia dos Caminhos de Ferro Portugueses da Beira Alta.

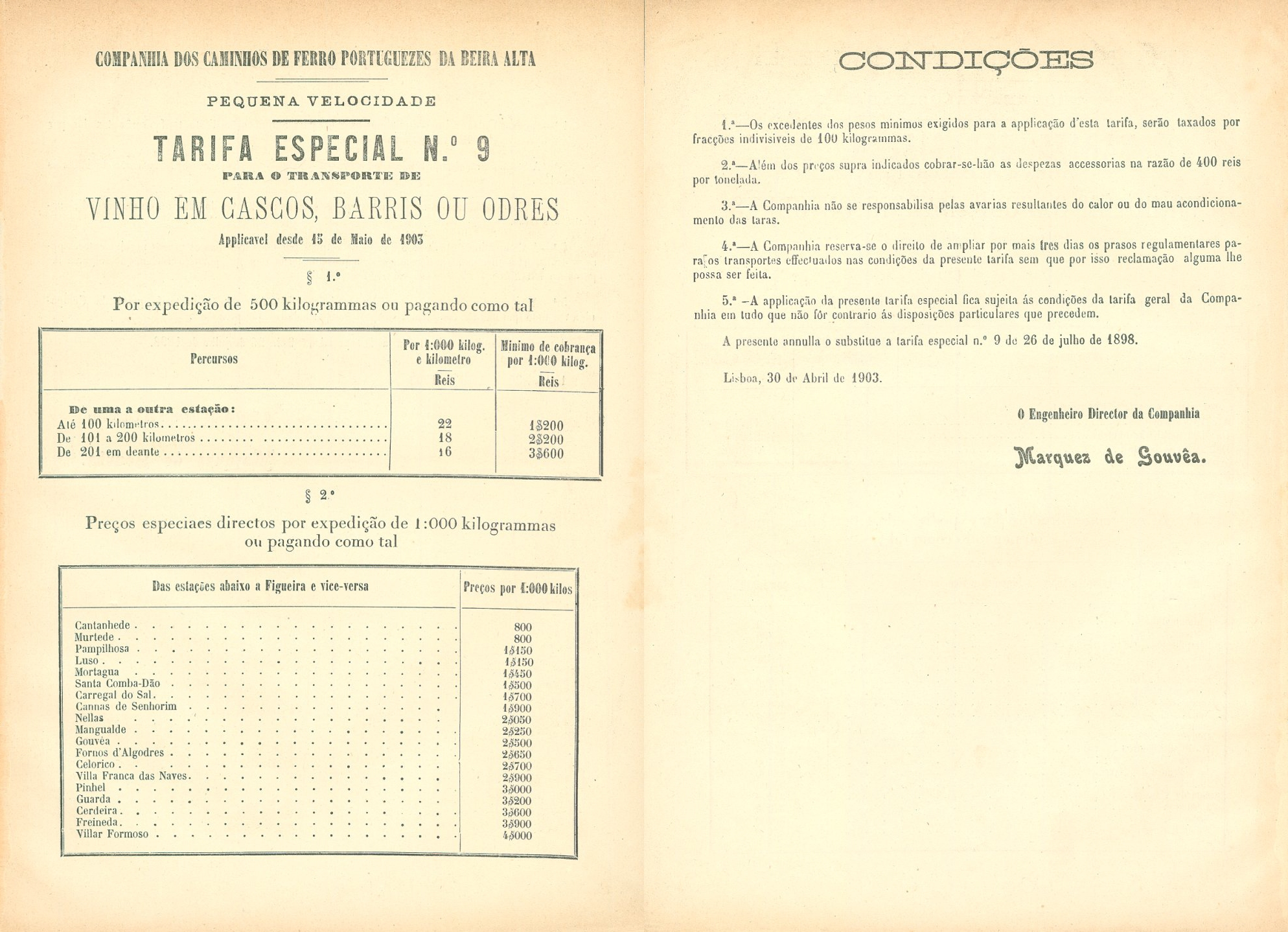
Anúncio de 1903, onde esta interface aparece com o nome original, Nellas.

### Século XX
Em 1913, a estação de Nelas era servida por carreiras de diligências até Carvalhal da Louça, Paranhos, Tourais, Vila Chã, Ponte de Santiago, Seia e São Romão.
Em 1933, foi instalada uma nova via transversal, que se ligava à linha do cais por uma placa giratória. Em 1935, a Companhia da Beira Alta tinha um serviço de camionagem entre Seia e a estação de Nelas. Em 1936, a Companhia fez grandes obras de reparação nesta estação. Em 1940, foram modificadas as vedações em betão armado e alteradas as vias férreas do lado de Mangualde, de forma a aumentar a sua capacidade para vagões.
Em data anterior a 1989 a C.P. começou a operar uma ligação por autocarros entre a estação de Nelas e a cidade de Viseu, sem paragens intermédias.
No verão de 1988 começou a funcionar o serviço Intercidades da Beira Alta, que ligava Lisboa à Guarda. A estação ferroviária de Nelas era, desde o início, uma das paragens efetuadas pelos comboios deste serviço.

### Autocarros da Linha do Dão
Em 1989 a C.P. anunciou que os autocarros para Viseu (serviço substituto da Linha do Dão, encerrada) iriam deixar de começar na estação de Nelas e que iriam passar a começar na estação de Mangualde. A mudança ia ser aplicada quando entrasse em vigor o horário de verão da C.P. para 1989.
A mudança anunciada gerou fortes protestos por parte da população e da Câmara Municipal de Nelas. Com efeito, em 27 de Maio de 1989 cerca de 200 populares obstruíram com carris e travessas as linhas na estação de Nelas, o que fez com que o tráfego ferroviário estivesse cortado na Linha da Beira Alta entre as 17:50h e as 20:15h desse dia. Os populares só desmobilizaram quando um funcionário da C.P. anunciou que a companhia tinha suspenso a decisão de transferir o terminal de Nelas para Mangualde. Na mesma altura, começou a circular o rumor de que os comboios Intercidades iam deixar de parar em Nelas, o que levou o deputado da Assembleia da República Manuel Vaz Freixo (PPD-PSD) a questionar a C.P. sobre que alterações pretendia fazer às paragens dos comboios que serviam a estação de Nelas. Em Julho de 1989, a C.P. esclareceu que não pretendia alterar o regime de paragens dos comboios na estação de Nelas; quanto à mudança do terminal do transbordo rodoviário de Nelas para Mangualde, a C.P. disse que a medida era justificada porque com a construção da via rápida IP5 os acessos de Viseu a Mangualde tornaram-se mais fáceis do que de Viseu a Nelas. Contudo, a companhia reconheceu que a mudança proposta era controversa na região, pelo que decidiu suspender a mudança e realizar um estudo comparativo entre Nelas e Mangualde para averiguar qual seria melhor solução para a ligação por autocarros a Viseu. A C.P. acabou por decidir manter o terminal em Nelas.[carece de fontes?]

Em Junho de 1997 a C.P. deixou de ser o operador da ligação por autocarros entre Nelas e Viseu: a responsabilidade por assegurar esses serviços foi concessionada à Empresa Marques S.A.,, do Grupo Barraqueiro.